# Lepisorus longifolius
Lepisorus longifolius là một loài thực vật có mạch trong họ Polypodiaceae. Loài này được (Blume) Holttum miêu tả khoa học đầu tiên năm 1955.